# Ung Xỉ
Ung Xỉ (chữ Hán: 雍齿, ? – 192 TCN), người huyện Bái, quận Tứ Thủy , nhân vật chính trị cuối Tần đầu Hán.

## Tiểu sử
Xỉ tuy là đồng hương của Lưu Bang, nhưng là con nhà thế tộc. Năm 208 TCN, ông theo Lưu Bang phản Tần, chiếm được ấp Phong thuộc huyện Bái . Năm 207 TCN, vào lúc Lưu Bang đi khỏi, Xỉ bị tướng quốc nước Ngụy là Chu Thị thuyết phục, bèn đem ấp Phong quy phụ nước Ngụy. Lưu Bang tấn công nhưng không hạ được, đành ngậm hờn quay về huyện Bái, rồi đi theo Hạng Lương. Về sau Xỉ đem ấp Phong quy phụ nước Triệu, cuối cùng đầu hàng Lưu Bang.
Năm 201 TCN, Hán Cao Tổ Lưu Bang phong thưởng công thần, thấy nhiều người bất mãn, đâm ra lo lắng. Cao Tổ theo kế của Trương Lương, phong Xỉ làm Thập Phương hầu, thực ấp 2500 hộ, xếp thứ 57 trong các công thần; khiến cho những người bất mãn thấy có hy vọng, không lo lắng nữa.
Năm 192 TCN thời Hán Huệ đế, mất, thụy là Túc hầu, an táng ở giao giới phía tây huyện trị. Thời Văn cách, mộ của Xỉ bị san bằng làm ruộng vườn.
Thời Hán Vũ đế, chắt của em trai Xỉ là Hoàn tập tước. Tháng 9 năm 112 TCN, Hoàn mắc lỗi, bị đoạt tước. Trước sau họ Ung được thế tập tước hầu 89 năm. Ung Khải thời Tam Quốc cũng là hậu duệ của Xỉ.